# Bijago (peuple)
Pour les articles homonymes, voir Bijago.
Les Bijago sont une population d'Afrique de l'Ouest établie principalement sur les îles de l'archipel des Bijagos, au large des côtes de la Guinée-Bissau.

## Ethnonymie
Selon les sources et le contexte, on observe de multiples variantes : Añaki, Bidjogo, Bidjugo, Bidyogo, Bidyougo, Bijagos, Bijogo, Bijogos, Bijuga, 
Bijugo, Bisago, Bissago, Bojago, Budjago, Bugago, Bujago.

## Langues
Leur langue est le bijago (ou bidyogo), une langue atlantique, dont le nombre de locuteurs était estimé à 29 900 en 2006. Le créole de Guinée-Bissau est également utilisé. La langue officielle est le portugais.

## Culture
Les masques sont zoomorphes. Ils représentent le plus souvent des bovidés, mais également des requins ou des poissons-scies. Ils sont utilisés lors de cérémonies qui réunissent la population par classes d'âge.

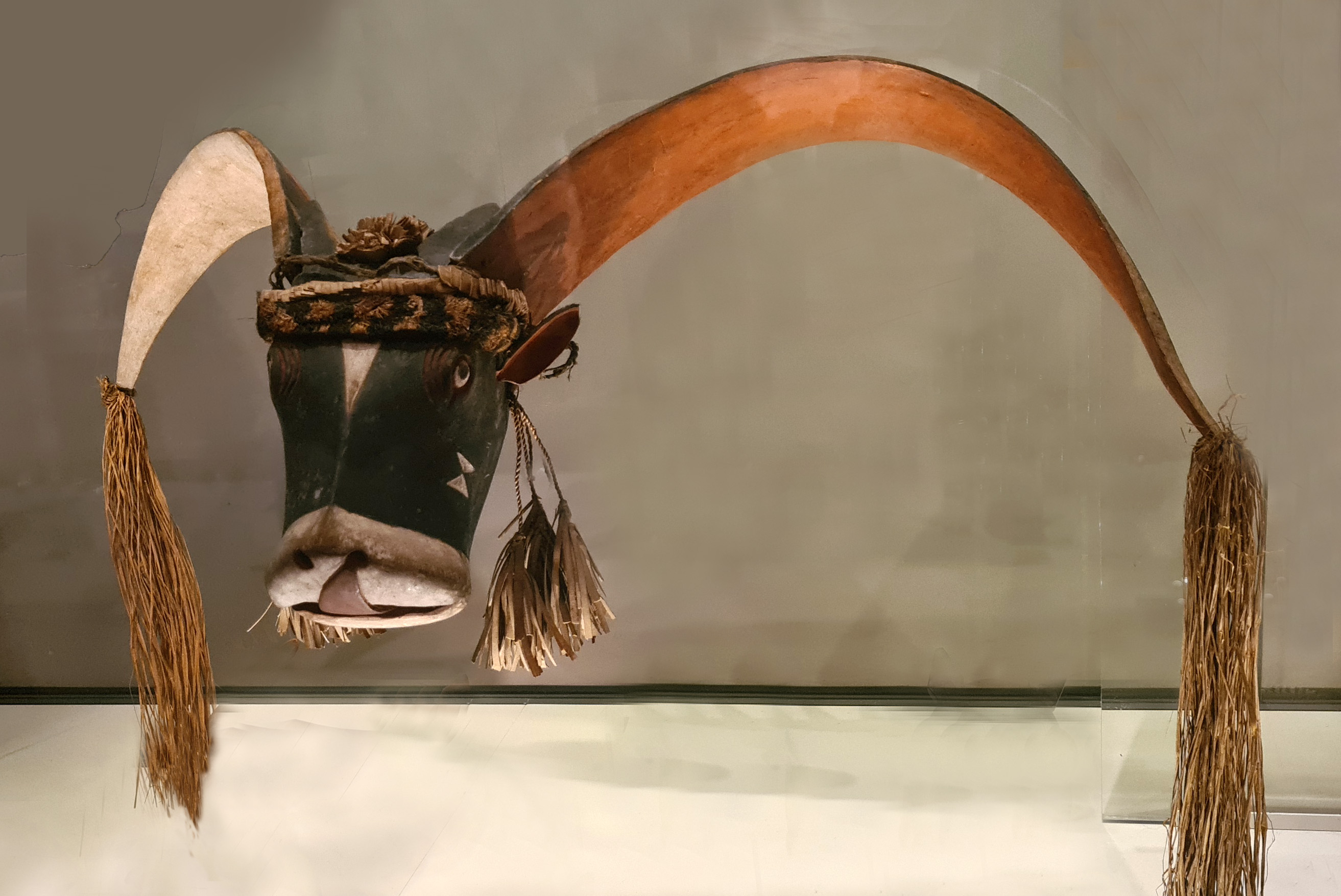
Masque en forme de buffle[4].
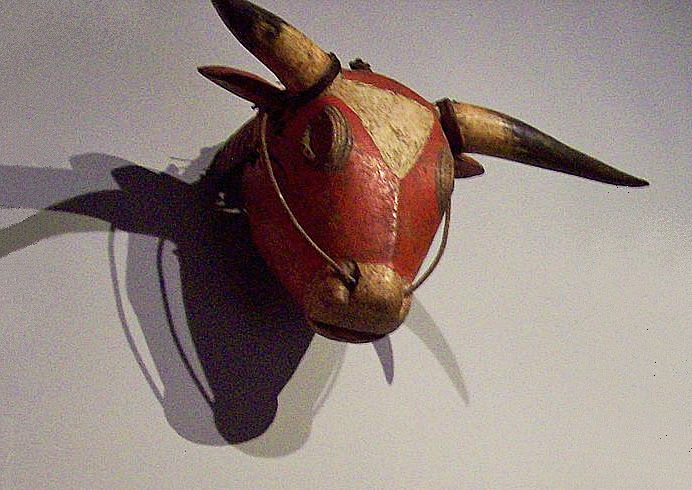
Masque de bovidé[5].
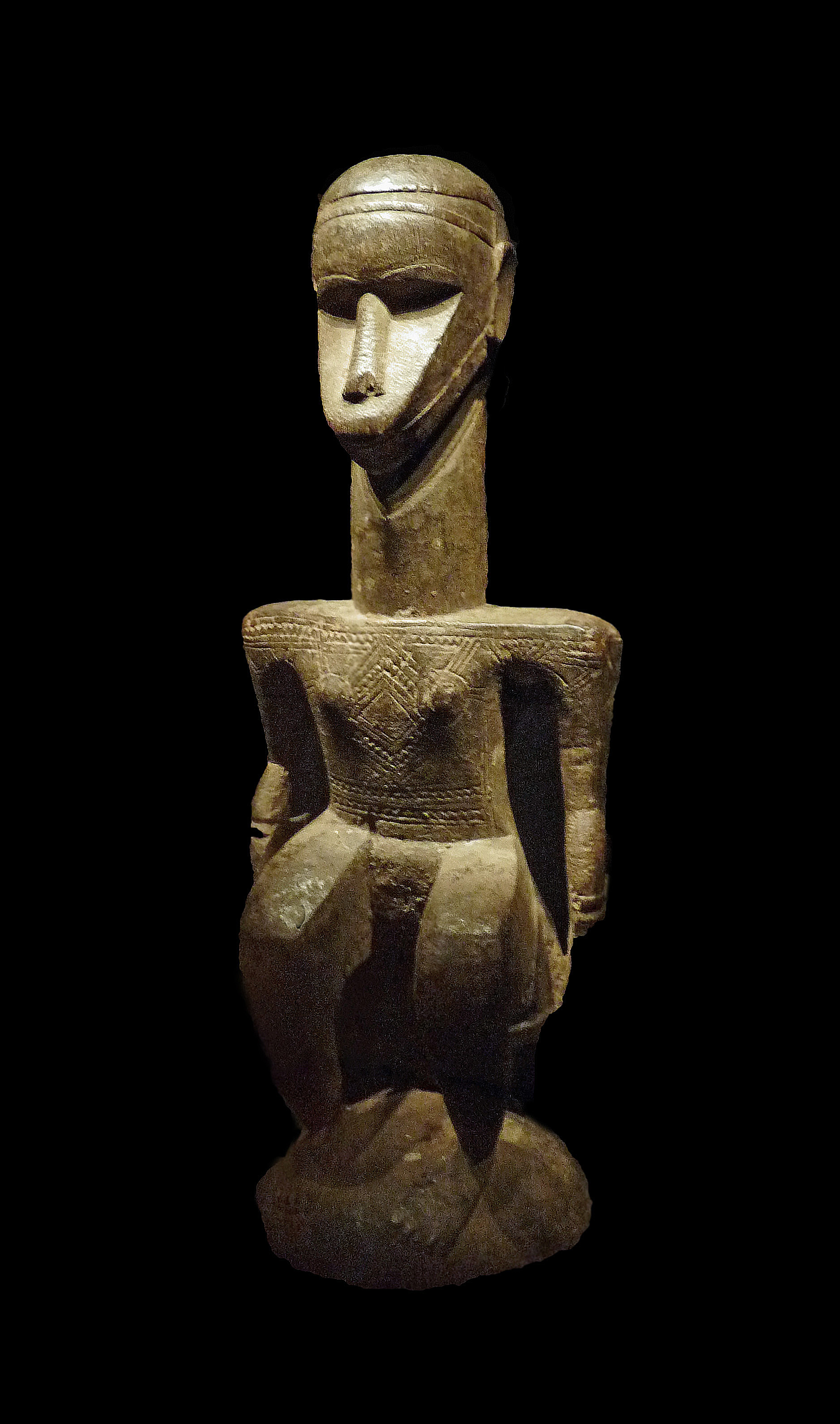
Statuette d'autel[6].
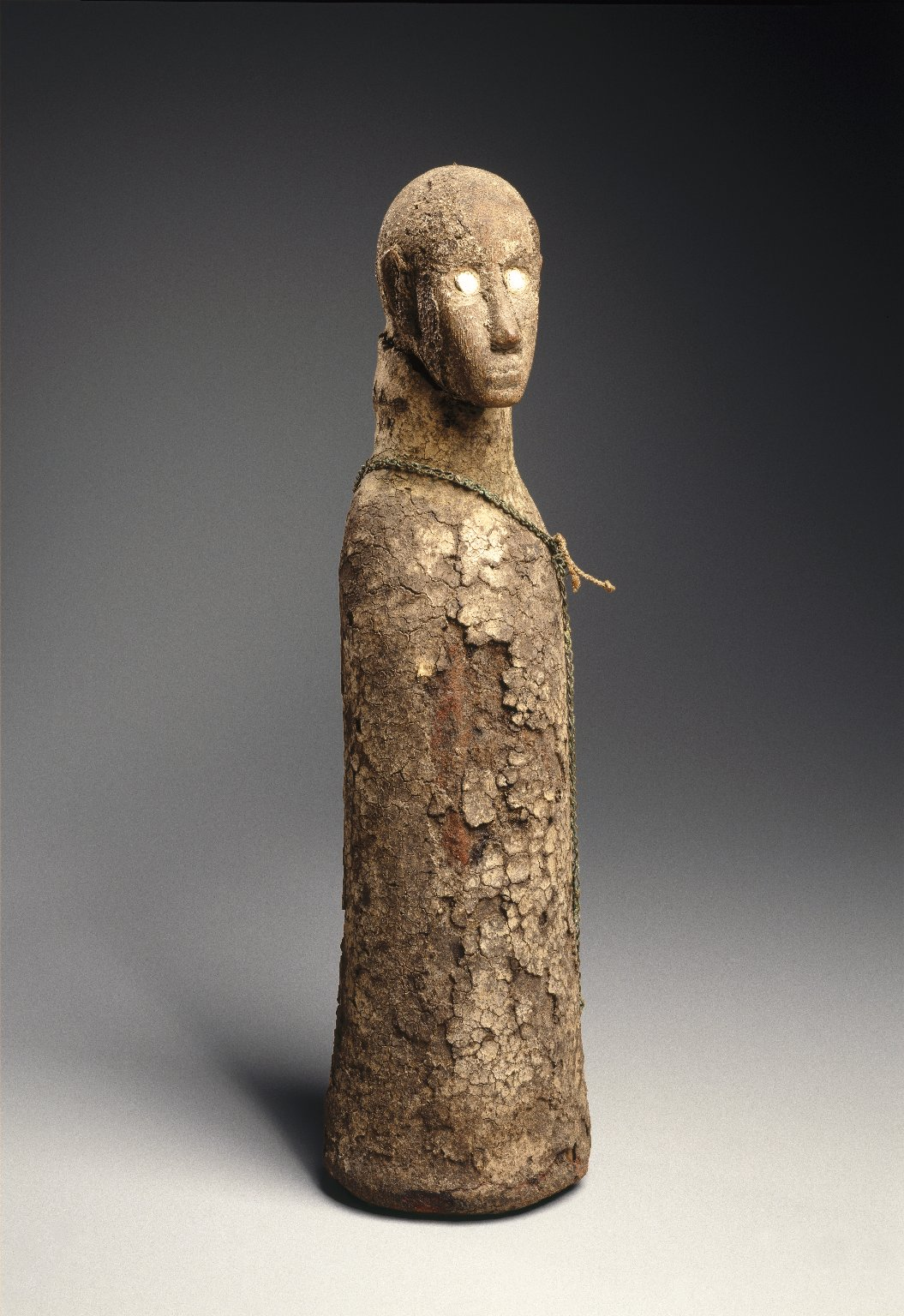
Récipient pour les âmes des morts (Eraminhô)[7].

### Filmographie
- Naître Bijago, film documentaire de Jean-Paul Colleyn et Catherine De Clippel, IRD, Bondy ; RTBF, Acmé, 1992, 40 min (VHS)
- Le voyage des âmes, film documentaire de Jean-Paul Colleyn, Catherine de Clippel et Alexandra de Souza, Radio-télévision belge de la communauté française, Bruxelles, ORSTOM, Bondy, 1995, 30 min (VHS)
- Peuples de l'eau : l'archipel des Bijagos, film documentaire de Nicolas Jouvin, Taxi vidéo brousse, Paris, 1995 (VHS)
- Donne-moi des pieds pour danser, film documentaire de Claude-Pierre Chavanon, Octogone-Productions, Lyon 1997, 52 min (DVD) diffusé sur RFO, RTBF. prix Mario Ruspoli au 27° Bilan du Film Ethnographique de Paris (1998)[8]